# Polynormande 2023
De 43e editie van de Franse wielerwedstrijd Polynormande werd verreden op 13 augustus 2023.

## Verloop
Titelverdediger van deze wedstrijd was Franck Bonnamour, die in 2022 de sprint won in een groep van vijf overgebleven renners. Zijn opvolger werd de Belg Arnaud De Lie, die in een groep van ruim twintig renners de sprint won. Achter De Lie eindigde de Fransman Valentin Ferron als tweede en zijn landgenoot Jordan Jegat als derde. De start vond plaats in Avranches en de finishstreep lag, net als in 2022, in Saint-Martin-de-Landelles.
De wedstrijd was onderdeel van de UCI Europe Tour en de Coupe de France, waar De Lie na deze wedstrijd aan de leiding kwam in het klassement.

## Uitslag
| Plaats  | Naam               | Ploeg                    | tijd     |
| ------- | ------------------ | ------------------------ | -------- |
| Winnaar | Arnaud De Lie      | Lotto-Dstny              | 3u53'25" |
| 2       | Valentin Ferron    | TotalEnergies            | z.t.     |
| 3       | Jordan Jegat       | CIC U Nantes Atlantique  | z.t.     |
| 4       | Paul Lapeira       | AG2R-Citroën             | z.t.     |
| 5       | Clément Venturini  | AG2R-Citroën             | z.t.     |
| 6       | Hugo Page          | Intermarché-Circus-Wanty | z.t.     |
| 7       | Hugo Hofstetter    | Arkéa Samsic             | z.t.     |
| 8       | Alexandre Delettre | Cofidis                  | z.t.     |
| 9       | Paul Penhoët       | Groupama-FDJ             | z.t.     |
| 10      | Giacomo Nizzolo    | Israel-Premier Tech      | z.t.     |